# Ісіхара Фудзіо
Фудзіо Ісіхара (яп. 石原藤夫, латиніз.: Ishihara Fujio, нар. 1 квітня 1933, Токіо, Японія) — японський письменник-фантаст. Закінчив університет Васеда зі ступенем в області електроніки. Колишній професор електроніки в унверситеті Тамагава.
Дебютував у науковій фантастиці у 1965 році. У 1970-х і 1980-х роках був активним прихильником жорсткої наукової фантастики. У першій половині 1980-х років ввів термін "Kōseiki Sekai" (光 世紀 世界, Світлове століття Всесвіту), яке має визначення як сфера з діаметром 100 світлових років (радіус в межах 50 світлових років навколо Сонця). Він також редагував Kōseiki Seihyō (光 世紀 星 表, Каталог світлового століття), куди увійшли 738 зорі, що були відомі в той часу у межах світлового століття, включаючи Сонце. Крім того, Фудзіо Ісіхара відомий створенням бібліографії японської наукової фантастики.
Отримав премію «Сейун» за найкращу науково-популярну книгу в 1985 році за "Kōseiki no Sekai", і спеціальний приз премії Nihon SF Taisho в 1991 році за його бібліографію фантастичних робіт.

## Роботи

### Фантастика
- серія Планет
  - Haiuei wakusei (ハイウェイ惑星 Планета доріг) (1967)
  - Sutorarudoburugu wakusei (ストラルドブルグ惑星 Планета Стральдбург) (1975)
  - Burakkuhōru wakusei (ブラックホール惑星 Планета в чорній дірі) (1979)
  - Taimumashin wakusei (タイムマシン惑星 Планета машини часу) (1981)
  - Antena wakusei (アンテナ惑星 Планета-антена) (1982)
- Gazō bunmei (画像文明 Живописна цивілізація) (1968)
- Ikiteiru umi (生きている海 Живе море) (1970)
- Konpyūtā ga shinda hi (コンピュタが死んだ日 День смерті комп'ютерів) (1972)
- Randau no genshisei—Kōseiki patorōru (ランダウの幻視星—光世紀パトロール・シリーズ) (1981)
- Uchūsen Oromorufugō no bōken (宇宙船オロモルフ号の冒険 Подорож на голоморфному космічному кораблі) (1982)

### Науково-популярна література
- Kōseiki no Sekai (光世紀の世界 Light Century World) (1984; редагований 1985)
- Ginga ryokō to tokushu soutaisei riron (銀河旅行と特殊相対性理論 Галактичні подорожі та спеціальна теорія відносності ) (1984)
- Ginga ryokō to ippan soutaisei riron (銀河旅行と一般相対性理論 Галактичні подорожі та загальна теорія відносності ) (1986)
- Kidō erebētā (軌道エレベータ Орбітальний ліфт) (в співавторстві з Рюїчі Канеко) (Шокабо, 1997; редагував Хаякава Шобо 2009)

### Бібліографічні роботи
Каталог для SF Magazine
- S-F magajin indekkusu 1–100 (「S-Fマガジン」インデックス (1–100)) (1967; доповнений 1968; переглянутий 1980)
- S-F magajin indekkusu 101–170 (「S-Fマガジン」インデックス (101–170)) (1973)
- S-F magajin indekkusu 101–200 (「S-Fマガジン」インデックス (101–200)) (1981)
- S-F magajin indekkusu 201–300 fikushon hen (「S-Fマガジン」インデックス 201–300 フィクション篇) (1985)

SF Grand Annotated Catalogue
- S-F tosho kaisetsu sōmokuroku shōwa 20nen 9gatsu - shōwa 43nen 8gatsu (S-F図書解説総目録　昭和20年9月ー昭和43年8月 SF Grand Annotated Catalogue September 1945 - August 1968) (1969; rпереглянутий 1970)
- Zoku S-F tosho kaisetsu sōmokuroku shōwa 43nen 9gatsu – shōwa 46nen 3gatsu (S-F図書解説総目録　昭和43年9月–46年3月) (1971)
- S-F tosho kaisetsu sōmokuroku (1946-1970) zōho kaiteiban jō (S-F図書解説総目録(1946-1970)増補改定版　上) (1982)
- S-F tosho kaisetsu sōmokuroku (1971-1980) jō (S-F図書解説総目録 1971-1980 上) (1989)
- S-F tosho kaisetsu sōmokuroku (1971-1980) ge (S-F図書解説総目録 1971-1980 下) (1991)
- S-F tosho kaisetsu sōmokuroku (1946-1970) zōho kaiteiban ge (S-F図書解説総目録(1946-1970)増補改定版 下) (1996)